# Distretto di Senica
Il distretto di Senica (in slovacco: okres Senica) è un distretto della regione di Trnava, nella Slovacchia occidentale.
Fino al 1918, il distretto costituiva gran parte del comitato di Nyitra, tranne una piccola porzione che faceva parte del comitato di Pozsony.

## Geografia antropica
Il distretto è composto da 2 città e 29 comuni:

### Città
- Senica
- Šaštín-Stráže

### Comuni
- Bílkove Humence
- Borský Mikuláš
- Borský Svätý Jur
- Cerová
- Čáry
- Častkov
- Dojč
- Hlboké
- Hradište pod Vrátnom
- Jablonica

- Koválov
- Kuklov
- Kúty
- Lakšárska Nová Ves
- Moravský Svätý Ján
- Osuské
- Plavecký Peter
- Podbranč
- Prietrž
- Prievaly

- Rohov
- Rovensko
- Rybky
- Sekule
- Smolinské
- Smrdáky
- Sobotište
- Šajdíkove Humence
- Štefanov